# Xã Adair, Quận Camden, Missouri
Xã Adair (tiếng Anh: Adair Township) là một xã thuộc quận Camden, tiểu bang Missouri, Hoa Kỳ. Năm 2010, dân số của xã này là 5.062 người.